# Газоадсорбційна хроматографія
Газоадсорбці́йна хроматогра́фія (англ. gas adsorption chromatography) — метод розділення і аналізу сумішей газо- або пароподібних речовин, оснований на їхній різній адсорбції твердими адсорбентами.
Найважливіші способи газоадсорбційної хроматографії — фронтальний, елюентний, витискний та хроматотермографічний.
Для аналізу речовин використовують газові хроматографи. Для ідентифікації і кількісного визначення компонентів сумішей широко застосовують хромато-масспектрометричний метод, який поєднує в собі два методи — газову хроматографію і мас-спектрометрію.
Чутливість газоадсорбційної хроматографії може досягати 10−8—10−9 мг/мл. Відносна середня похибка визначення становить 1—2 %, мінімальна — 0,01—0,02 %.